# Informacje dnia
Informacje dnia – program informacyjny Telewizji Trwam, równocześnie emitowany w Radiu Maryja, jako Serwis informacyjny. Program jest też dostępny w Internecie za pośrednictwem strony tv-trwam.pl. 

## Historia programu
Program jest emitowany od początku nadawania TV Trwam tj. od 12 czerwca 2003 roku. Pierwotnie nazwa była powieleniem znanego z Radia Maryja „Serwisu informacyjnego”. Od 30 listopada 2007 roku nadawany jest pod obecną nazwą, ze zmienioną oprawą graficzną i scenografią studia. Początkowo emitowano cztery wydania popołudniowe, w tym główne o godzinie 20.00. Program powstawał w studio i redakcji warszawskiej TV Trwam. 
Od 23 września 2013 roku oprócz wydań o 16:00, 18:05, 20:00 (wydanie główne) i 21:20 produkowane są wydania poranne o godzinie 8:00, 10:00 i 12:00, realizowane w nowym studiu informacyjnym w Toruniu, podczas gdy wydania wieczorne z początku nadal były emitowane z Warszawy. Od 11 lutego 2014 roku wszystkie wydania realizowane są w Toruniu. Wydania poranne trwają 15 minut, popołudniowe 10 minut, a główne 20 minut. Do lutego 2014 roku emitowano też wydanie o 21.20, które powróciło do ramówki stacji w czerwcu 2014. 
W lipcu 2011 roku program został jednym z kandydatów do nagrody Niptel 2011 za przedstawianie opinii publicznej tematów pomijanych przez inne media, a ważnych dla sporej grupy społeczeństwa polskiego oraz za „przekazywanie bez cenzury sprawy śledztwa smoleńskiego”.

## Prezenterzy
- Ewelina Wiśniewska
- Agnieszka Kiedrowska
- Piotr Brzezina
- Julita Przyczka
- Justyna Kędra
- Marta Klimczak
- Maria Kaliściak
- Klaudia Drzewiecka

## Wydawcy
- o. Piotr Dettlaff CSsR
- Tomasz Burza
- Dariusz Pogorzelski
- Paweł Rzymyszkiewicz
- Piotr Krupa
- Szymon Kozupa

## Korespondenci
- Dawid Nahajowski – korespondencje z Parlamentu Europejskiego
- o. Marek Raczkiewicz CSsR – korespondencje z Hiszpanii
- Waldemar Maszewski – korespondencje z Niemiec

## Czołówki
| Lata                                 | Opis |
| ------------------------------------ | --- |
| 13 maja 2003 – 30 listopada 2007     | Pokazywane kolejno różne części Warszawy, a na końcu pochyły, czerwony napis "WARSZAWA". Muzyka symfoniczna w tle. Następnie na ciemnozielonym tle kula ziemska i fragmenty reportaży z wjeżdżającym na lewą stronę srebrnym napisem "serwis" w pionie oraz napisem "informacyjny" tego samego koloru na dole w poziomie. Pod napisem "informacyjny" zielony pasek z logo "Naszego Dziennika" i napisem "WARSZAWA" z pierwszej części czołówki. Jako muzykę wykorzystano podkład z czołówki serwisu informacyjnego Radia Maryja. |
| 30 listopada 2007 – 22 września 2013 | W tle jasnoniebieskie kontury kontynentów, na niebieskim tle. Pojawiają się z różnych stron pomarańczowe półkola, a na końcu pomarańczowy napis "informacje dnia". Od 2012 czołówka jest przystosowana do formatu 16:9. |